# Virata Parva
Pour les articles homonymes, voir Virata.

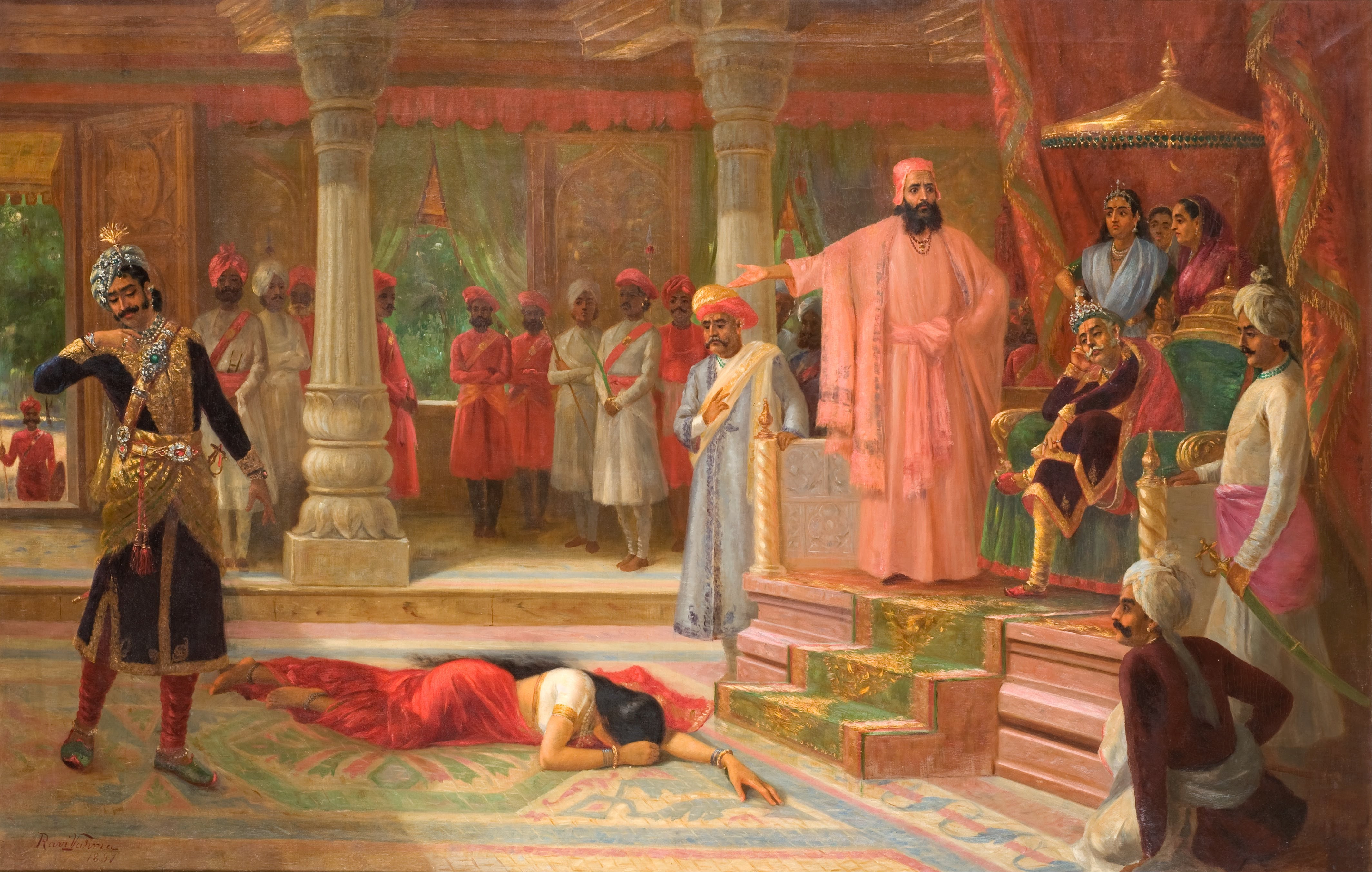
Droupathi dans le palais de Virata, illustration d'une scène de Virata Parva.

Virata Parva (en sanskrit : विराटपर्व), aussi appelé « Livre de Virata », est le quatrième des dix-huit livres de l'épopée hindoue Mahabharata. Il comporte quatre volumes de soixante-douze chapitres.
Il raconte la treizième année d'exil vécue incognito par les Pandava pour éviter douze autres années d'exil dans la forêt. Les Pandava vivent reclus dans la cour du roi Virata. Chacun adopte une fausse identité : Yudhishthira joue le bouffon du roi et se fait appeler Kanka ; Bhima devient le cuisinier Ballava ; Arjuna, qui se déguise en femme, enseigne la musique et la danse en se faisant passer pour l'eunuque Brihannala (en) ; Nakula soigne des chevaux et prend le nom de Brihannala ; Sahadeva élève des vaches sous le nom de Tantipala ; et Draupadi devient servante de la reine Shudeshna sous le nom de Sairandhri,.